# 肖志忠
肖志忠（1924年—2009年），中华人民共和国政治人物，河南新安人，中国共产党党员，前卢氏县县委书记兼革命委员会主任。

## 履历
1945年1月，肖志忠任八路军地下交通员。解放战争中参加洛阳战役并亲自将解放军活捉的国民党206师师长邱行湘，组织押送到太岳军分区北长泉兵站。
1948年加入共产党，历任新安县纪监委书记，组织部部长兼检察院检察长、洛阳地委组织部干部科科长、新安县委副书记，代理第一书记，第二书记兼县长等职务。1958年12月，在北京召开的全国农业社会主义建设先进单位会议上，肖志忠代表中共新安县委接受周恩来总理颁发的国务院奖章，并受到毛泽东主席的接见。
1971年，肖志忠任卢氏县县委书记兼革命委员会主任，任内无法控制甚至纵容县内文化大革命的发展，让卢氏县出现了一些冤假错案。1978年调任孟津县人武部第一政委，县委第一书记兼人大常委会主任，1981年任义马市人武部第一政委，市委书记兼人大常委会主任，1986年任洛阳地区行署经济联合社副主任。
2009年3月23日3时50分，肖志忠在洛阳逝世，享年85岁。